# Liste der Kulturdenkmäler in Niedermoschel
In der Liste der Kulturdenkmäler in Niedermoschel sind alle Kulturdenkmäler der rheinland-pfälzischen Ortsgemeinde Niedermoschel aufgeführt. Grundlage ist die Denkmalliste des Landes Rheinland-Pfalz (Stand: 27. November 2018).

## Denkmalzonen
| Bezeichnung                           | Lage                                                                           | Baujahr  | Beschreibung | Bild                           |
| ------------------------------------- | ------------------------------------------------------------------------------ | -------- | --- | ------------------------------ |
| Denkmalzone Burg Löwenstein           | nördlich des Ortes; Flur Am Löwenstein Lage                                    | vor 1173 | Ruine der Niederungsburg der Herren von Löwenstein, 1173 erwähnt, 1525 beschädigt, 1689 zerstört; Turmreste, stattliche Überreste eines gotischen Palas                  | weitere Bilder Fotos hochladen |
| Denkmalzone Quecksilbergrube Carolina | am Moschellandsberg, zwischen Nieder- und Obermoschel; Flur Am Schloßberg Lage | ab 1442  | obertägig sichtbar Stollenmundloch und Halden, untertägig Grubenanlage mit riesigen Weitungen; Typlokalität des Landsbergits; Bergbau zwischen 1442 und 1942 nachweisbar | BW                             |

## Einzeldenkmäler
| Bezeichnung            | Lage                         | Baujahr | Beschreibung | Bild                           |
| ---------------------- | ---------------------------- | ------- | --- | ------------------------------ |
| Haustür                | Hauptstraße, an Nr. 53 Lage  | 1788    | spätbarocke Haustür mit Sandsteingerähm, bezeichnet 1788 | Fotos hochladen                |
| Protestantische Kirche | Hauptstraße 55 Lage          | 1747    | schlichter spätbarocker Saalbau, 1747, ehemaliger Chorflankenturm, im Kern spätgotisch; Stumm-Orgel von 1891; spätgotisches Sandsteinepitaph für Johann von Löwenstein; straßenbildprägend | weitere Bilder Fotos hochladen |
| Kriegerdenkmal         | Hauptstraße, bei Nr. 55 Lage | um 1880 | Kriegerdenkmal 1870/71, um 1880 | Fotos hochladen                |